# AWS Elastic Beanstalk
 (mai 2021).
La mise en forme du texte ne suit pas les recommandations de Wikipédia : il faut le « wikifier ».
Les points d'amélioration suivants sont les cas les plus fréquents :
- Les titres sont pré-formatés par le logiciel. Ils ne sont ni en capitales, ni en gras.
- Le texte ne doit pas être écrit en capitales (les noms de famille non plus), ni en gras, ni en italique, ni en « petit »…
- Le gras n'est utilisé que pour surligner le titre de l'article dans l'introduction, une seule fois.
- L'italique est rarement utilisé : mots en langue étrangère, titres d'œuvres, noms de bateaux, etc.
- Les citations ne sont pas en italique mais en corps de texte normal. Elles sont entourées par des guillemets français : « et ».
- Les listes à puces sont à éviter, des paragraphes rédigés étant largement préférés. Les tableaux sont à réserver à la présentation de données structurées (résultats, etc.).
- Les appels de note de bas de page (petits chiffres en exposant, introduits par l'outil «  Source ») sont à placer entre la fin de phrase et le point final[comme ça].
- Les liens internes (vers d'autres articles de Wikipédia) sont à choisir avec parcimonie. Créez des liens vers des articles approfondissant le sujet. Les termes génériques sans rapport avec le sujet sont à éviter, ainsi que les répétitions de liens vers un même terme.
- Les liens externes sont à placer uniquement dans une section « Liens externes », à la fin de l'article. Ces liens sont à choisir avec parcimonie suivant les règles définies. Si un lien sert de source à l'article, son insertion dans le texte est à faire par les notes de bas de page.
- La présentation des références doit suivre les conventions bibliographiques. Il est recommandé d'utiliser les modèles {{Ouvrage}}, {{Chapitre}}, {{Article}}, {{Lien web}} et/ou {{Bibliographie}}. Le mode d'édition visuel peut mettre en forme automatiquement les références.
- Insérer une infobox (cadre d'informations à droite) n'est pas obligatoire pour parachever la mise en page.

Pour une aide détaillée, merci de consulter Aide:Wikification.
Si vous pensez que ces points ont été résolus, vous pouvez retirer ce bandeau et améliorer la mise en forme d'un autre article.
AWS Elastic Beanstalk est un service d'orchestration offert par Amazon Web Services pour le déploiement d'applications orchestrant différents services de AWS, y compris EC2, S3, Simple Notification Service (SNS), CloudWatch, autoscaling et Elastic Load Balancers. Elastic Beanstalk fournit une couche supplémentaire d'abstraction sur le serveur et le système d'exploitation ; tandis que les utilisateurs ne voient qu'une combinaison prédéfinie de système d'exploitation et de plate-forme, telle que « 64 bits Amazon Linux 2014.03 v1.1.0 exécutant Ruby 2.0 (Puma) » ou « Debian jessie v2.0.7 64 bits exécutant Python 3.4 (préconfiguré - Docker) ».  

## Fonctionnement

### Déploiement
Le déploiement nécessite la définition d'un certain nombre de composants: une "application" en tant que conteneur logique pour le projet, une "version" qui est une version déployable de l'exécutable de l'application, un "modèle de configuration" qui contient des informations de configuration à la fois pour l'environnement Beanstalk et pour le produit. Enfin, un « environnement » combine une « version » avec une « configuration » et les déploie. Les exécutables eux-mêmes sont téléchargés au préalable sous forme de fichiers d'archive vers S3 et la « version » n'est qu'un pointeur vers cela. 

## Nom
Le nom « Elastic beanstalk » est une référence au haricot qui a poussé jusqu'aux nuages dans le conte de fées Jack and the Beanstalk .

## Méthodes de déploiement
Les méthodes de déploiement prises en charge comprennent:
- Fichiers zip
- Java Web Application Archive ( . Fichier WAR )
- Conteneurs Docker [3]
- Git
- AWS CodePipeline